# Mogoș
Mogoș (anciennement Mogoș-Miclești ou Miclești, en hongrois : Mogos, en allemand : Koliben) est une commune du județ d'Alba, Roumanie qui compte 731 habitants.
La commune est composée de 21 villages : Bărbești, Bârlești, Bârlești-Cătun, Bârzogani, Bocești, Bogdănești, Butești, Cojocani, Cristești, Mămăligani, Mogoș, Negrești, Oncești, Poienile-Mogoș, Tomești, Valea Barnii, Valea Bârluțești, Valea Cocești, Valea Giogești, Valea Mlacii et Valea Țupilor.

## Démographie
D'après le recensement de 2011, la commune compte 731 habitants, en forte baisse par rapport au recensement de 2002 où elle en comptait 1 114.
Lors de ce recensement de 2011, 95,49 % de la population se déclare roumaine (4,51 % ne déclare pas d'appartenance ethnique).

## Politique
| Parti | Parti                           | Sièges |
| ----- | ------------------------------- | ------ |
|       | Parti national libéral (PNL)    | 6      |
|       | Parti Mouvement populaire (PMP) | 4      |
|       | Parti social-démocrate (PSD)    | 1      |